# Wólka (Varsovie-ouest)
Pour les articles homonymes, voir Wólka.
Wólka [ˈvulka] est un village polonais, situé dans la Powiat de Varsovie-ouest et dans la voïvodie de Mazovie dans le centre-est de la Pologne.
Il se situe à environ 9 kilomètres à l'est de Leszno, 10 kilomètres au nord-ouest d'Ożarów Mazowiecki (chef-lieu) et à 21 kilomètres à l'ouest de Varsovie.